# Еммануель де Вітте
Еммануель де Вітте (нід. Emanuel de Witte бл. 1617, Алкмар — 1692, Астердам) — голландський художник XVII століття. Робив портрети, побутові сцени, релігійні композиції, зображення інтер'єрів здебільшого готичних церков.

## Життєпис
Народився в місті Алкмар. Походить з родини викладача (батько був вчителем математики в школі). Син обрав шлях художника. 1636 року був прийнятий в гільдію Святого Луки в Алкмарі.
Починав з релігійних та міфологічних картин, серед яких «Юпітер і Меркурій у Філімона та Бавкіди» (1647, Делфт, музей Гет Прінсенгоф). Але релігійний живопис все менше користувався попитом в протестантській країні, прочани якої вважали біблійні композиції ідолослужінням. Це навернуло художника до розробки інших сюжетів, серед яких були портрети на замову та храмові інтер'єри готичних церков, синагог тощо. Храмові інтер'єри робив також художник Пітер Санредам. Для церковних інтер'єрів Санредама, що створюють настрій спокою і ясності архітектурного образу, характерне зображення всього вільного простору церкви із переважанням прямої, фронтальної перспективи, м'якого розсіяного світла і невеликої кількості стаффажних фігур.
Зовсім інакше підійшов до створення інтер'єрів де Вітте. Зазвичай це храмові фрагменти з грою сонячного освітлення на колонах готичних споруд, в напівпорожніх протестантських тепер храмах Делфта, Амстердама тощо. Зустрічались також фантазійні інтер'єри якихось умовних храмів, створених з використанням реальних замальовок митця.

## Зайва особа
Життя художника припало на добу дикого капіталізму в Голландії. Розбурхане суспільство роздирали богословські пошуки, швидке розшарування на бідних та багатих, безжальна боротьба конкурентів, війни в Європі, активна участь Голландії в географічних експедиціях і колоніальних захопленнях заморських земель. Неспокійний характер митця не сприяв ні його фінансовим успіхам, ні праці в якомусь єдиному художньому центрі. За свідоцтвами сучасників, він часто обурювався, брав участь в азартних іграх і бійках, які починав сам (збережені відомості про його бійку з Герардом де Лерессом). Він робив борги, лаявся з глядачами під час праці над власними картинами, розривав контракти з торговцями картин. Все це зменшувало кількість замов і спонукало до вимушених подорожей. Його життєвий шлях все більше ставав життям зайвої особи, що не вписувалась в жорстоке капіталістичне суспільство.
Маловдалим було і його приватне життя. Першу дружину художника Гер'є Арентс спіймали на крадіжках і вигнали з міста вагітною. Невідомо від чого, але вона померла 1655 року. Художник узяв новий шлюб вдруге, але і вона померла молодою 1663 року. Життя закінчував у прихистку для бідних. Після конфлікту з черговим кредитором старий художник у відчаї покінчив життя самогубством. Він повісився на міському мосту взимку, але мотузка обірвалась і тіло впало у воду. Мерця знайшли лише через декілька тижнів навесні.
Життєпис художника і драматичні події останніх років його життя надав художник і історіограф нідерландських митців Арнольд Хоубракен.

## Вибрані твори

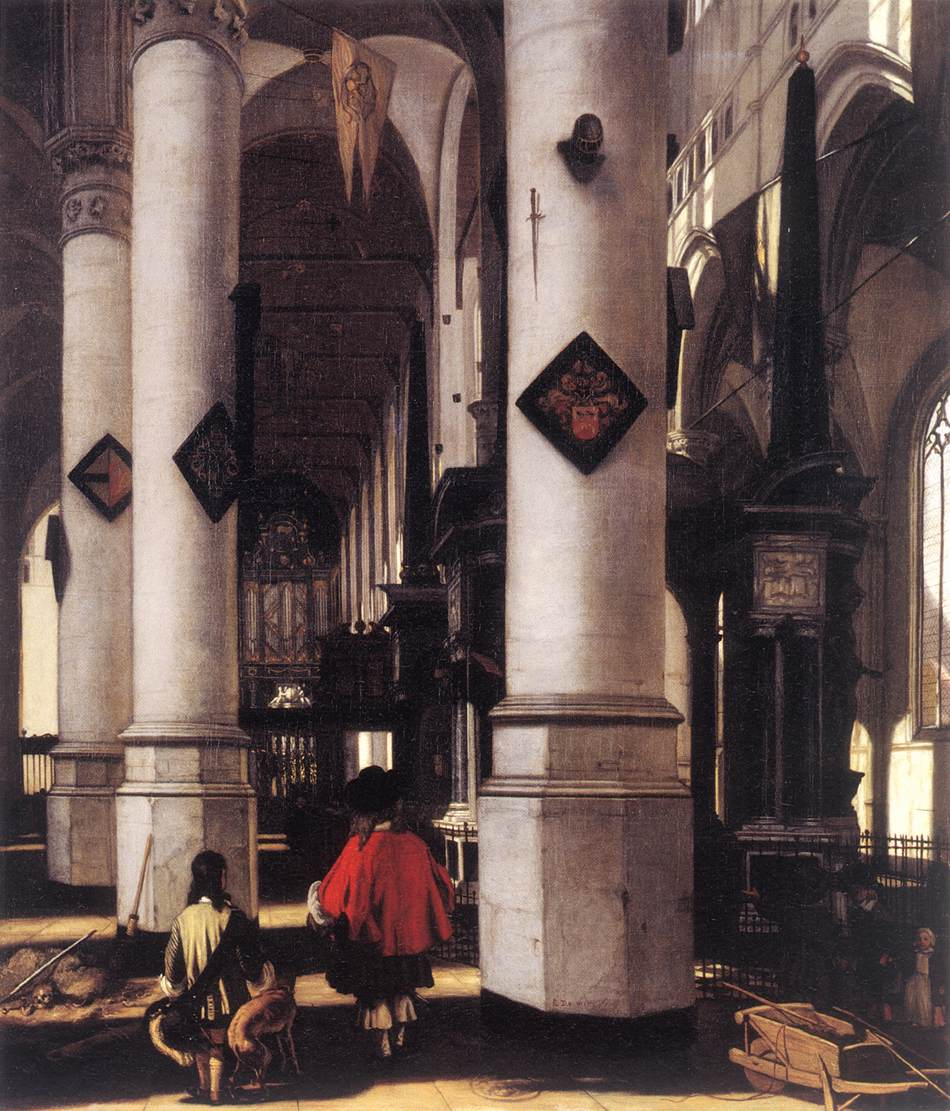
"Нова церква в Делфті ", 1644, Зальцбург.

- "Нова церква в Делфті ", 1644, Зальцбург
- «Юпітер і Меркурій у Філімона та Бавкіди», 1647, Делфт, музей Гет Прінсенгоф
- "Оде Керк в Делфті ", 1651, Лондон
- «Фондова біржа в Амстердамі», 1653, Роттердам, музей Ван дер Ворм
- «Нова церква в Делфті», 1656, Палац витончених мистецтв (Лілль), Франція
- "Оде Керк в Амстердамі під час проповіді ", 1660, Національна галерея (Лондон)
- "Рибний ринок ", 1672, Роттердам, Музей Бойманс ван Бенінген
- "Палац в італійському місті ", Ермітаж, Санкт-Петербург
- "Інтер'єр синагоги ", 1680, Берлін
- "Ринок в порту ", Музей образотворчих мистецтв імені Пушкіна, Москва
- "Храмовий інтер'єр ", Музей образотворчих мистецтв імені Пушкіна, Москва

## Галерея

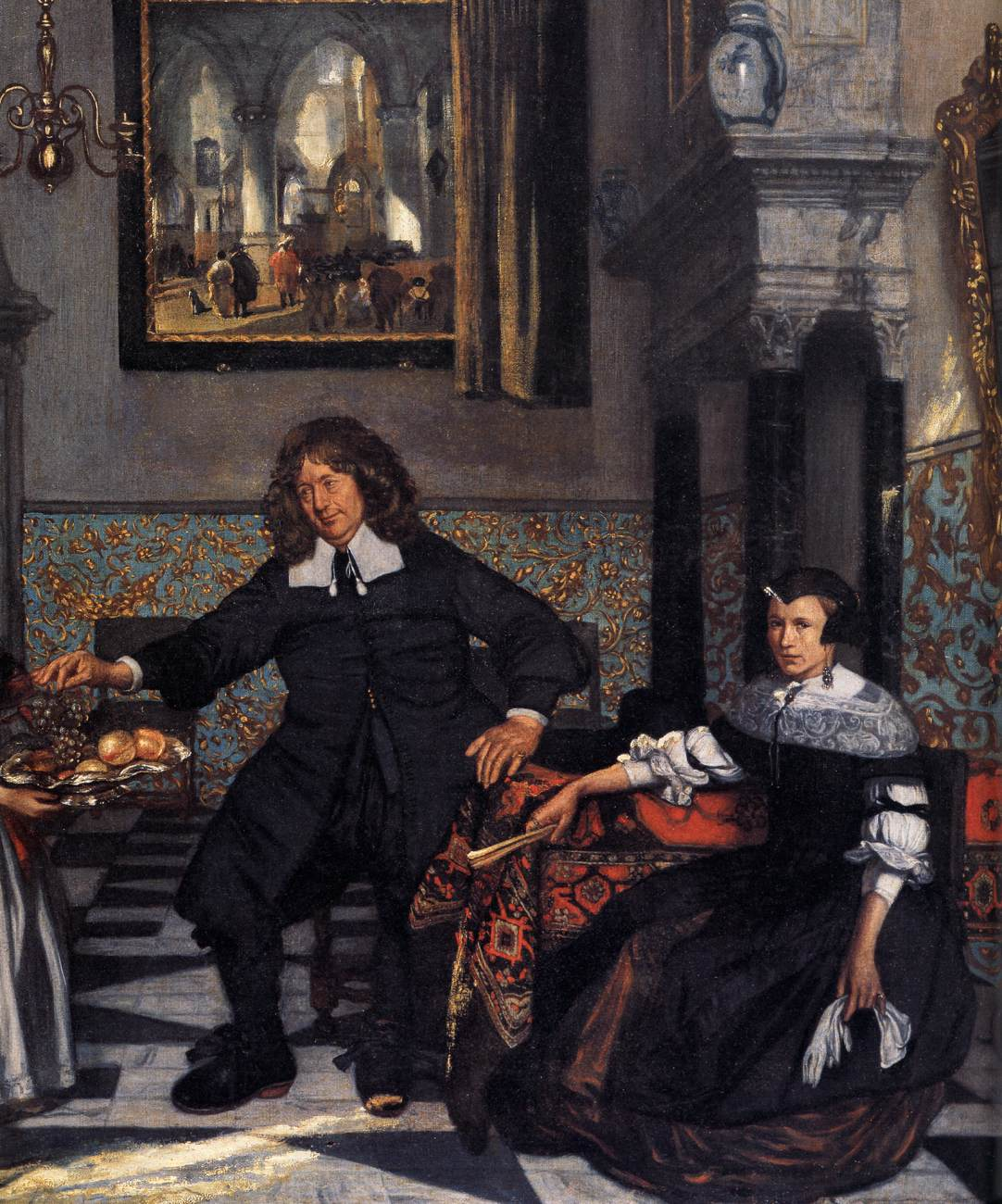
«Невідома родина в інтер'єрі», фрагмент

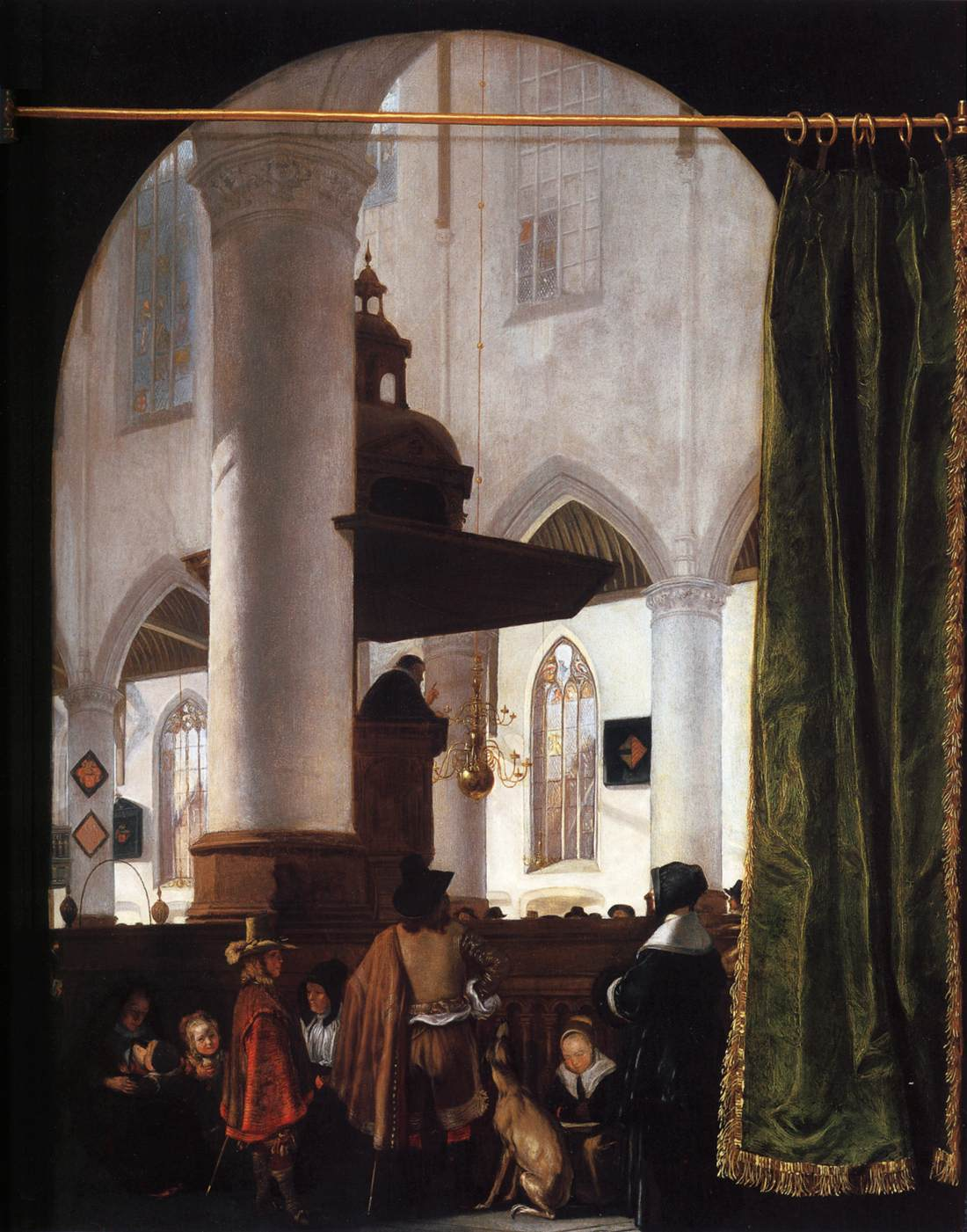
«Оде Керк в Делфті під час проповіді», Канада, Національна галерея
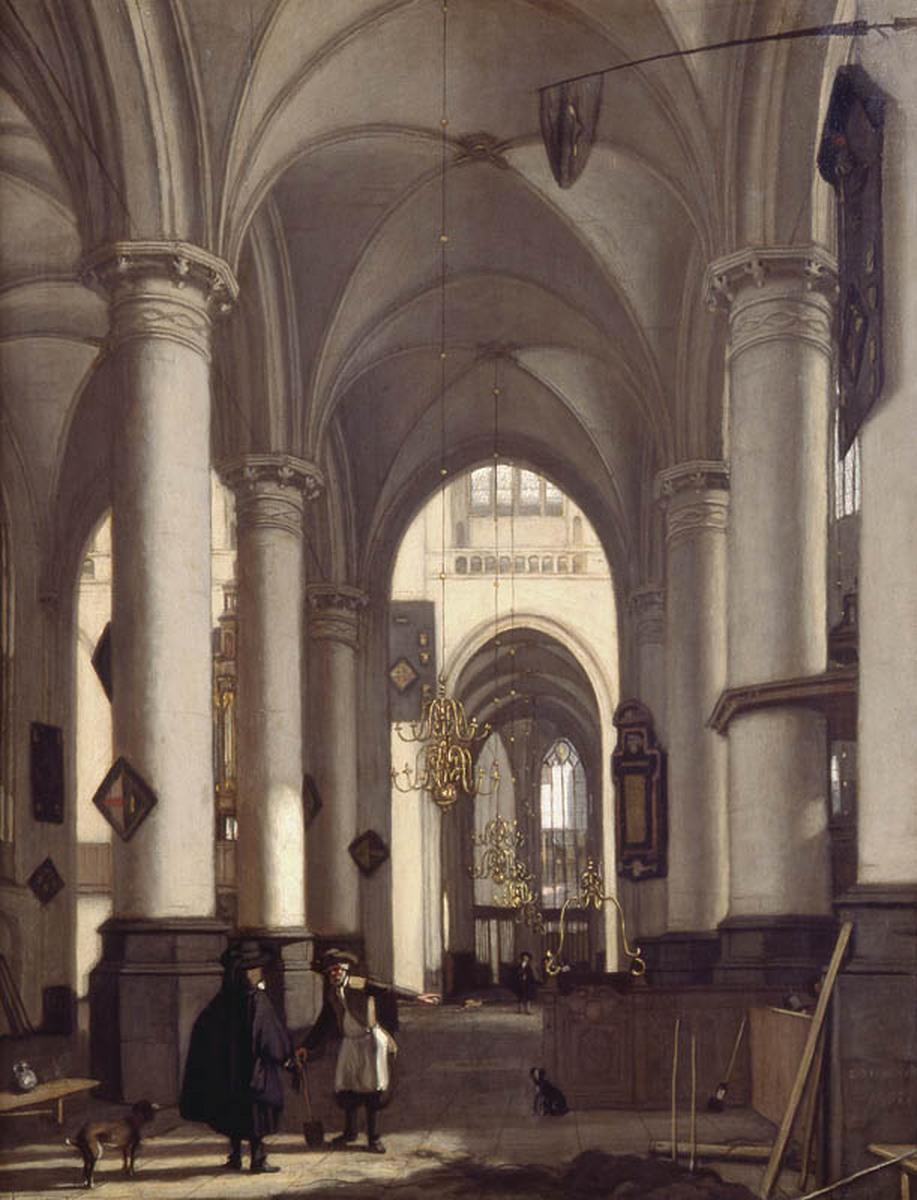
«Готична церква», 1679, Музей красних мистецтв, Страсбур
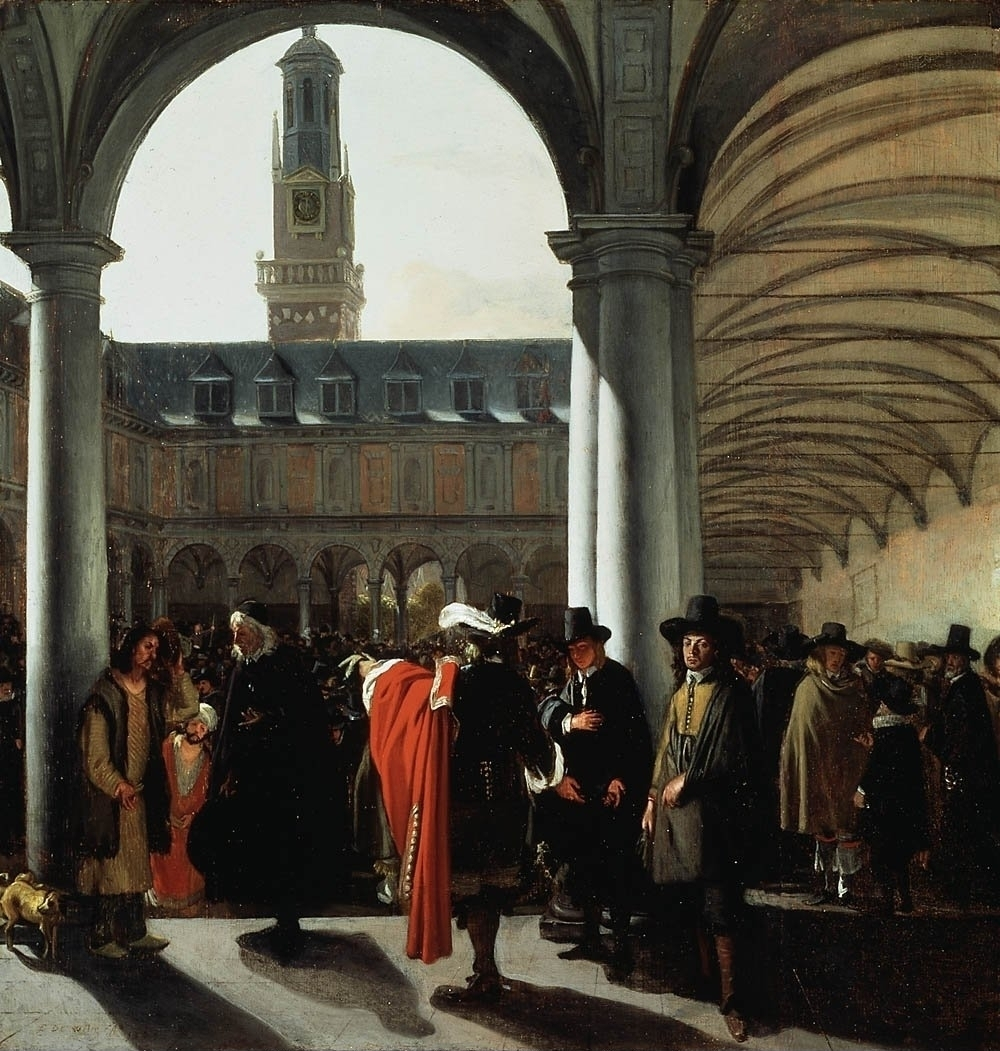
«Подвір'я біржі в Амстердамі», Роттердам, Музей Бойманс ван Бенінген
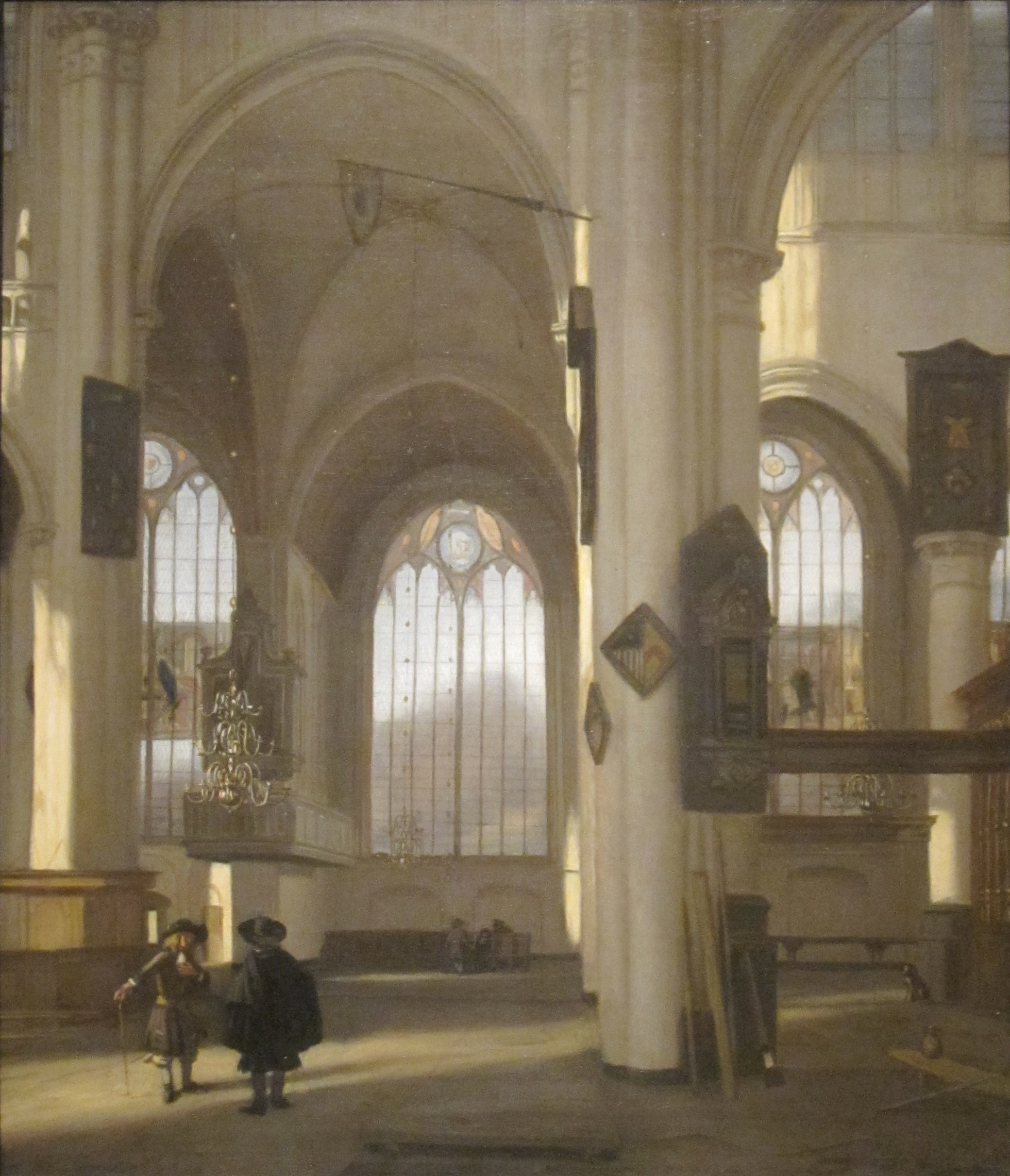
«Храмовий інтер'єр», Клівленд